# Криничуватська сільська рада (Нікопольський район)
| Криничуватська сільська рада — колишній орган місцевого самоврядування у Нікопольському районі Дніпропетровської області з адміністративним центром у с. Криничувате. Сільській раді були підпорядковані населені пункти: - с. Криничувате - с. Веселе - с. Голубівка - с. Довгівка - с. Дружба - с. Змагання - с. Лебединське - с. Лукіївка - с. Менделєєвка - с. Охотниче - с. Пахар - с. Томаківське |

## Склад ради
Рада складалася з 16 депутатів та голови.

## Керівний склад сільської ради
| ПІБ                           | Основні відомості                                                         | Дата обрання | Дата звільнення |
| ----------------------------- | ------------------------------------------------------------------------- | ------------ | --------------- |
| Фоменко Олександр Миколайович | Сільський голова, 1960 року народження, освіта                            | 26.03.2006   | 31.10.2010      |
| Фоменко Олександр Миколайович | Сільський голова, 1960 року народження, освіта вища, член Партії регіонів | 31.10.2010   |                 |

Примітка: таблиця складена за даними джерела